# Jaume Masiá
Jaume Masià Vargas  (* 31. Oktober 2000 in Algemesí) ist ein spanischer Motorradrennfahrer, der zuletzt in der Moto2-Klasse der Motorrad-Weltmeisterschaft für das Pertamina Mandalika SAG Team an den Start ging. Zuvor holte Masià in der Saison 2023 den Weltmeistertitel in der Moto3-Klasse.

## Statistik

### Erfolge
- 2017 – Vizemeister der FIM-CEV-Repsol-Moto3-Meisterschaft
- 2018 – Moto3-Rookie of the Year auf KTM
- 2023 – Moto3-Weltmeister auf Honda
- 10 Grand-Prix-Siege

### In der Motorrad-Weltmeisterschaft
(Stand: Saisonende 2024)
| Saison | Klasse | Team                                         | Motorrad | Rennen | Siege | Zweiter | Dritter | Poles | Schn. Runden | Punkte | Ergebnis    |
| ------ | ------ | -------------------------------------------- | -------- | ------ | ----- | ------- | ------- | ----- | ------------ | ------ | ----------- |
| 2017   | Moto3  | Platinum Bay Real Estate / Cuna de Campeones | KTM      | 4      | –     | –       | –       | –     | 1            | 13     | 27.         |
| 2018   | Moto3  | Bester Capital Dubai                         | KTM      | 17     | –     | –       | –       | –     | 2            | 76     | 13.         |
| 2019   | Moto3  | Bester Capital Dubai                         | KTM      | 17     | 1     | 1       | 2       | 1     | 1            | 121    | 9.          |
| 2020   | Moto3  | Leopard Racing                               | Honda    | 15     | 2     | 1       | –       | 1     | 2            | 140    | 6.          |
| 2021   | Moto3  | Red Bull KTM Ajo                             | KTM      | 18     | 1     | 2       | 1       | 2     | 2            | 171    | 4.          |
| 2022   | Moto3  | Red Bull KTM Ajo                             | KTM      | 20     | 2     | 3       | 1       | –     | 6            | 177    | 6.          |
| 2023   | Moto3  | Leopard Racing                               | Honda    | 20     | 4     | 3       | 3       | 6     | 1            | 274    | Weltmeister |
| 2024   | Moto2  | Preicanos Racing Team                        | Kalex    | 20     | –     | –       | –       | –     | –            | 6      | 28.         |
| Gesamt | Gesamt | Gesamt                                       | Gesamt   | 131    | 10    | 10      | 7       | 10    | 15           | 978    | 1 WM-Titel  |

Grand-Prix-Siege
| Saison | Klasse | Rennen                         |
| ------ | ------ | ------------------------------ |
| 2019   | Moto3  | Argentinien                    |
| 2020   | Moto3  | Aragonien                      |
| 2021   | Moto3  | Katar                          |
| 2022   | Moto3  | USA-Texas Frankreich           |
| 2023   | Moto3  | Niederlande Indien Japan Katar |

Einzelergebnisse
| Saison | 1        | 2           | 3           | 4          | 5          | 6          | 7           | 8              | 9           | 10                     | 11          | 12                     | 13         | 14             | 15         | 16             | 17         | 18         | 19       | 20           | 21       |
| ------ | -------- | ----------- | ----------- | ---------- | ---------- | ---------- | ----------- | -------------- | ----------- | ---------------------- | ----------- | ---------------------- | ---------- | -------------- | ---------- | -------------- | ---------- | ---------- | -------- | ------------ | -------- |
| 2017   | Katar    | Argentinien | USA-Texas   | Spanien    | Frankreich | Italien    | Katalonien  | Niederlande    | Deutschland | Tschechien             | Osterreich  | Vereinigtes Konigreich | San Marino | Aragonien      | Japan      | Australien     | Malaysia   | \|\| \|\|  |          |              |          |
| 2017   |          |             |             |            |            |            |             |                |             |                        | 9           | DNF                    | 10         | 21             |            |                |            |            |          |              |          |
| 2018   | Katar    | Argentinien | USA-Texas   | Spanien    | Frankreich | Italien    | Katalonien  | Niederlande    | Deutschland | Tschechien             | Osterreich  | Vereinigtes Konigreich | San Marino | Aragonien      | Thailand   | Japan          | Australien | Malaysia   | \|\|     |              |          |
| 2018   | 12       | DNF         | 21          | 5          | 10         | DNF        | DNF         | 4              | 6           | 17                     | 6           | C                      | DNF        | 9              | 17         | 11             | DNF        |            | 6        |              |          |
| 2019   | Katar    | Argentinien | USA-Texas   | Spanien    | Frankreich | Italien    | Katalonien  | Niederlande    | Deutschland | Tschechien             | Osterreich  | Vereinigtes Konigreich | San Marino | Aragonien      | Thailand   | Japan          | Australien | Malaysia   | \|\|     |              |          |
| 2019   | DNF      | 1           | 2           | DNF        | 12         | 3          | DNF         | DNF            | 16          | 4                      | DNF         | 11                     | 4          | DNF            |            | 7              | DNF        | 3          | DNS      |              |          |
| 2020   | Katar    | Spanien     | Andalusien  | Tschechien | Osterreich | Steiermark | San Marino  | Emilia-Romagna | Katalonien  | Frankreich             | Aragonien   |                        | Europa     | Valencia       | \|\| \|\|  |                |            |            |          |              |          |
| 2020   | 4        | 10          | DNF         | DNF        | 2          | 14         | 7           | 5              | 7           | 4                      | 1           | 1                      | DNF        | 9              | DNF        |                |            |            |          |              |          |
| 2021   | Katar    | Katar       | Portugal    | Spanien    | Frankreich | Italien    | Katalonien  | Deutschland    | Niederlande | Steiermark             | Osterreich  | Vereinigtes Konigreich | Aragonien  | San Marino     | USA-Texas  | Emilia-Romagna | Portugal   | \|\| \|\|  |          |              |          |
| 2021   | 1        | 9           | 9           | 21         | DNF        | 2          | 4           | DNF            | 20          | 4                      | 6           | 6                      | 10         | 5              | 4          | 2              | 19         | 3          |          |              |          |
| 2022   | Katar    | Indonesien  | Argentinien | USA-Texas  | Portugal   | Spanien    | Frankreich  | Italien        | Katalonien  | Deutschland            | Niederlande | Vereinigtes Konigreich | Osterreich | San Marino     | Aragonien  | Japan          | Thailand   | Australien | Malaysia | Valencia     |          |
| 2022   | DNF      | 7           | DNF         | 1          | 2          | 3          | 1           | 17             | 8           | 12                     | DNF         | 2                      | 18         | 2              | 8          | DNF            | 8          | 15         | 4        | 22           |          |
| 2023   | Portugal | Argentinien | USA-Texas   | Spanien    | Frankreich | Italien    | Deutschland | Niederlande    | Kasachstan  | Vereinigtes Konigreich | Osterreich  | Katalonien             | San Marino | Indien         | Japan      | Indonesien     | Australien | Thailand   | Malaysia | Katar        | Valencia |
| 2023   | 5        | DNF         | 2           | 3          | 3          | 5          | 6           | 1              | C           | 18                     | DNF         | 2                      | 2          | 1              | 1          | 6              | 8          | 4          | 3        | 1            | 13       |
| 2024   | Katar    | Portugal    | USA-Texas   | Spanien    | Frankreich | Katalonien | Italien     | Niederlande    | Deutschland | Vereinigtes Konigreich | Osterreich  | Aragonien              | San Marino | Emilia-Romagna | Indonesien | Japan          | Australien | Thailand   | Malaysia | Black Ribbon |          |
| 2024   | 25       | 21          | 19          | DNF        | 16         | 13         | 21          | 24             | 15          | DNF                    | 19          | 19                     | 24         | DNF            | DNF        | 24             | DNF        | 17         | 16       | 14           |          |

| Legende  | Legende            | Legende                                                          |
| Farbe    | Abkürzung          | Bedeutung                                                        |
| -------- | ------------------ | ---------------------------------------------------------------- |
| Gold     | –                  | Sieg                                                             |
| Silber   | –                  | 2. Platz                                                         |
| Bronze   | –                  | 3. Platz                                                         |
| Grün     | –                  | Platzierung in den Punkten                                       |
| Blau     | –                  | Klassifiziert außerhalb der Punkteränge                          |
| Violett  | DNF                | Rennen nicht beendet (did not finish)                            |
| Violett  | NC                 | nicht klassifiziert (not classified)                             |
| Rot      | DNQ                | nicht qualifiziert (did not qualify)                             |
| Rot      | DNPQ               | in Vorqualifikation gescheitert (did not pre-qualify)            |
| Schwarz  | DSQ                | disqualifiziert (disqualified)                                   |
| Weiß     | DNS                | nicht am Start (did not start)                                   |
| Weiß     | WD                 | zurückgezogen (withdrawn)                                        |
| Hellblau | PO                 | nur am Training teilgenommen (practiced only)                    |
| Hellblau | TD                 | Freitags-Testfahrer (test driver)                                |
| ohne     | DNP                | nicht am Training teilgenommen (did not practice)                |
| ohne     | INJ                | verletzt oder krank (injured)                                    |
| ohne     | EX                 | ausgeschlossen (excluded)                                        |
| ohne     | DNA                | nicht erschienen (did not arrive)                                |
| ohne     | C                  | Rennen abgesagt (cancelled)                                      |
| ohne     | keine WM-Teilnahme |                                                                  |
| sonstige | P/fett             | Pole-Position                                                    |
| sonstige | 1/2/3/4/5/6/7/8    | Punktplatzierung im Sprint-/Qualifikationsrennen                 |
| sonstige | SR/kursiv          | Schnellste Rennrunde                                             |
| sonstige | *                  | nicht im Ziel, aufgrund der zurückgelegten Distanz aber gewertet |
| sonstige | ()                 | Streichresultate                                                 |
| sonstige | unterstrichen      | Führender in der Gesamtwertung                                   |

Rekorde in der Motorrad-Weltmeisterschaft
- Moto3-Klasse
  - meiste schnellste Rennrunden in einer Saison: 6 (2022) 1

Anmerkungen: